# Aroser Rothorn
Aroser Rothorn är ett berg i Schweiz. Det ligger i regionen Plessur och kantonen Graubünden, i den östra delen av landet. Toppen på Aroser Rothorn är 2 980 meter över havet. Aroser Rothorn är den högsta toppen i Plessur Alperna.
I omgivningarna runt Aroser Rothorn finns i huvudsak kala bergstoppar och i lägre trakter gräsmarker.